# Koppenhága–Malmö-vasútvonal
A Koppenhága–Malmö-vasútvonal vagy más néven az Öresund-vonal (svédül: Öresundsbanan, dánul: Øresundbanen) a dániai Koppenhága és a svédországi Malmö között az Öresund-hídon keresztül vezető vasútvonal. A vasútvonal éjjel-nappal működik, és a két város között a menetidő 35–40 perc. A svéd oldalon a Svéd Közlekedési Hivatal, a dán oldalon a Banedanmark üzemelteti.
A vasútvonal a Malmőtől délre lévő kontinentális vonalról közelíti meg Koppenhágát, és nyugat felé halad, az Øresund-hídon át a Peberholm mesterséges sziget alsó szakaszán, a koppenhágai repülőtér alatt halad a koppenhágai központi pályaudvarra. Malmöben a városi alagút közvetlenül Malmö centralstationnal köti össze a vasútvonalat.
Az Øresund vonatokat a dán oldalon a DSB, a svéd oldalon pedig az SJ Öresund üzemelteti, ezek Koppenhágát és Malmöt kötik össze, csatlakozással Göteborgba, Kalmarba és Karlskronába. A dán oldalon számos vonat a parti vonalon észak felé halad tovább Helsingørig. Az SJ SJ 2000 nagysebességű vonatokat üzemeltet Stockholm, Malmö és Koppenhága között. A tehervonatokat a Railion üzemelteti Eurosprinter mozdonyokkal.

## Története
A Skåne és Zéland közötti híd gondolata végigkísérte az egész 20. századot; 1991-ben céget hoztak létre a munkálatok megkezdésére. Az Øresund híd és az Øresund vasút építése 1995-ben kezdődött és 2000-ben fejeződött be. Az UIC szerint 2012-ben ezen a vasútvonalon volt a legdrágább a másodosztályú vasúti jegy Európában, kilométerenként 0,21 eurós árral. A vizsgálat 103 vasútvonalat ölelt fel. Ezt az árat a Malmö–Koppenhága 52,7 kilométeres távolságra számították, ami nem tartalmazza a Citytunnelnél történő rövidítést, és ami az Eurostarhoz képest magasabbá tette a kilométerenkénti árat.

## Jövőbeli tervek
Felmerült, hogy az Øresund vonalatt egészítsék ki egy Øresundsmetro nevű metróvonallal. Ez közvetlenül összekötné Malmőt a koppenhágai metrórendszerrel, és a két városközpont közötti menetidőt 35 percről 20 percre csökkentené.

## A városi alagút
2010 decembere óta az Øresund-vonatok a Malmöben található City Tunnelt használják, amelynek két állomása Hyllie és Triangeln, így a menetidő Malmö C felé egy perccel, míg Triangeln felé körülbelül 15–20 perccel csökkent.

## Határtechnikai kérdések
A vonal egyik nehézsége a dán és a svéd vasútvillamosítási rendszer közötti különbség. Dánia 25 kV 50 Hz-es váltakozófeszültséget használ, míg Svédország 15 kV 16,7 Hz-eset. A két áramnem közötti váltás a svéd oldali hídfőben történik.
A két ország jelzőrendszere is eltérő. A problémákat úgy oldották meg, hogy a vonalon közlekedő összes vonatnak kettős feszültségűnek és kettős jelzőrendszerrel rendelkezőnek kellett lennie, beleértve az SJ által Svédország-szerte üzemeltetett X2-es vonatok egy kisebb részét is. A jelzőrendszer a dániai Peberholmban kapcsol, így a teljes híd a svéd jelzőrendszert, de a dán elektromos rendszert használja. A dán jelzőrendszer csak 180 km/h sebességre, míg a svéd rendszer 200 km/h sebességre van engedélyezve. A teljes hídon a maximális sebesség 200 km/h.
A kétvágányú vonalakon Dániában a vonatok a jobb oldalon közlekednek, míg Svédországban a bal oldalon. Az Øresund vonalon a vonatok a jobb vágányon közlekednek, és a Malmö C-től északra lévő felüljárónál váltanak oldalt, ami azt eredményezi, hogy Malmö térségében a vonatok a dán szabványt használják.
2015 őszén Hyllie állomáson határellenőrzés kezdődött. Ezek késést okoznak az ottani forgalomban. Továbbá 2016 januárjától a fuvarozó felelősségéről szóló törvény lépett életbe, így minden utasnak személyazonossági ellenőrzésen kellett átesnie Koppenhága repülőtér állomáson, és minden utasnak más dán állomásokról le kellett szállnia, vágányt kellett váltania és személyazonossági ellenőrzésen kellett átesnie. Ezeket az ellenőrzéseket 2017 májusában eltörölték, miután az EU-bizottság az ilyen ellenőrzéseket elfogadhatatlannak nyilvánította.